# Lukáš Rittstein
Lukáš Rittstein (* 31. července 1973, Praha) je český sochař. Je synem výtvarníka Michaela Rittsteina.

## Život a tvorba

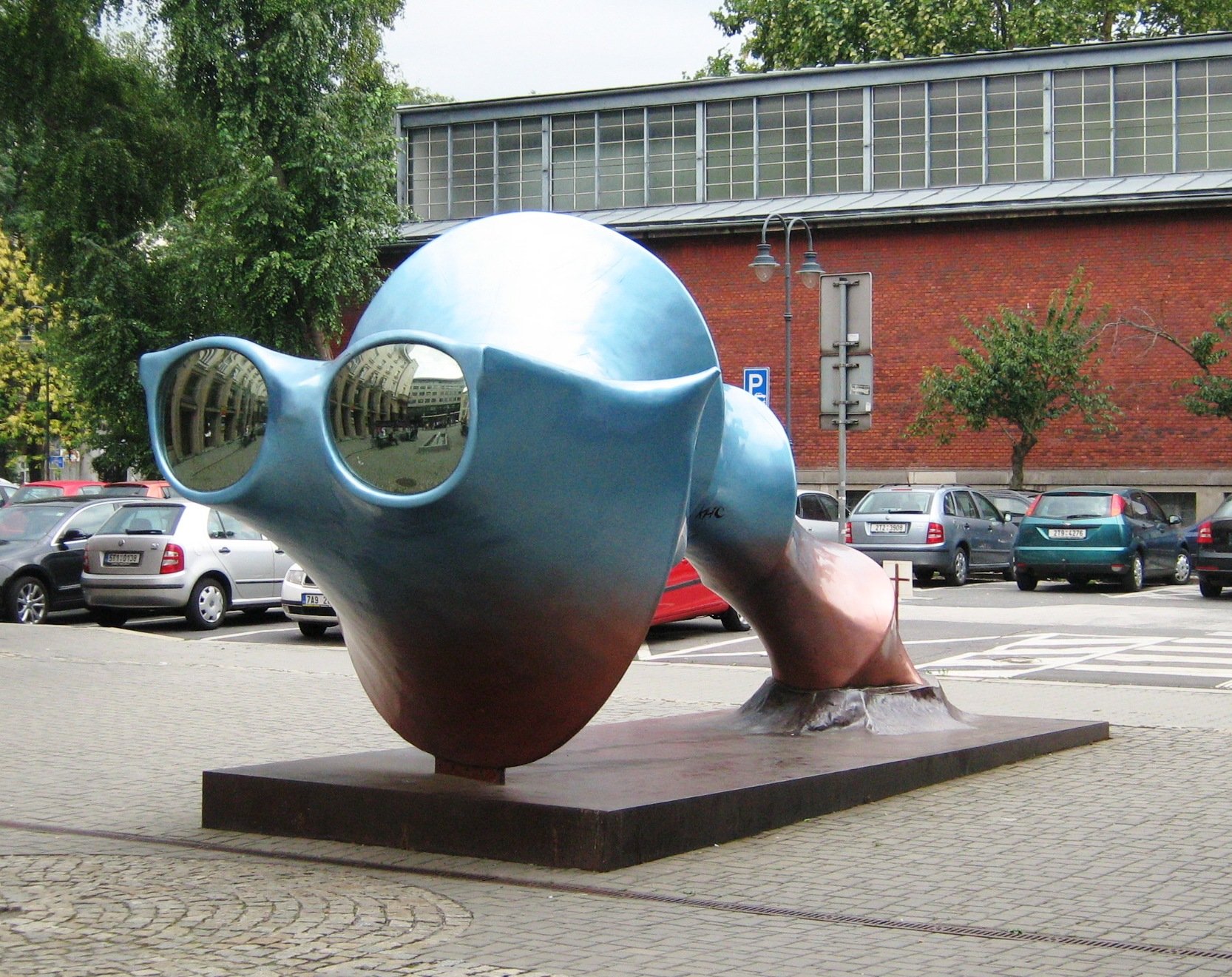
Plastika „Úsvit“ (2005)

Narodil se v roce 1973 v Praze. Jeho otcem je výtvarník Michael Rittstein.
V letech 1991–1997 studoval Akademii výtvarných umění v Praze a v letech 1997–1999 na Vysoké škole uměleckoprůmyslové v Praze. 
V roce 1999 obdržel Cenu Jindřicha Chalupeckého.   V roce 2000 v areálu Masarykovy univerzity v Brně umístil své dílo Vlny, o rok později se objevila jeho Nepolapitelná na pražském Jižním městě. Následně vystavoval v Galerii Václava Špály (s fotografkou a malířkou Barborou Šlapetovou) a v Mánesu. V roce 2003 byly osazeny hned dva jeho pomníky: pro Brandýs nad Orlicí vytvořil abstraktní sochu upomínající na Jana Amose Komenského s názvem Den po dni a liberecká Krajská vědecká knihovna získala Žílu – poctu Milanovi Hlavsovi. V roce 2005 byla umístěna jeho socha Úsvit před Dům umění v Ostravě. 
V letech 1997–2022 podnikal s Barborou Šlapetovou, expedice       na Novou Guineu za domorodými kmeny. Spolu se vracejí do stejné oblasti kmene Yali Mek zkoumat uměleckými prostředky skok v čase přírodních lidí do 21. století. Během návratů vznikl obsáhlý umělecký materiál v podobě fotografií, experimentálních filmů, kreseb a soch.  Jejich kniha z těchto cest Proč je noc černá obdržela v roce 2005 cenu za objev roku Magnesia Litera.
V letech 2002–2004  také spolu se svou partnerkou malířkou Barborou Šlapetovou a sochařem Michalem Gabrielem pracovali na sochařské části interiéru Pavilonu indonéské džungle v pražské Zoologické zahradě.
Lukáš Rittstein a Barbora Šlapetová se podíleli na české expozici světové výstavy Expo 2010 v Šanghaji projektem představujícím symbiózu města a přírody.
Dalším příkladem jejich multimediální spolupráce je sochařsko-malířská realizace pavilonu EXPO Milano umístěného ve Vizovicích (2018) s názvem Ptáci ráje.
Od roku 2013  do roku 2023 vedl na Akademii výtvarných umění v Praze ateliér Socha I. V roce 2022 byl na AVU jmenován docentem. Téhož roku se rozhodl ve své funkci dále nepokračovat, nezúčastnil se konkurzu na vedoucího pedagoga a v únoru 2023 dostal výpověď. Podle rektorky AVU Marie Topolčanské dostal výpověď za pokus o podvod a ovlivňování přijímacího řízení. Barbora Šlapetová uvedla, že kauza byla vykonstruovaná vedením školy a mělo jít o osobní mstu za jeho výhrady k fungování systému školy.

### Online petice 2024 a celospolečenská diskuze
Barbora Šlapetová v červnu 2024 vyvěsila online petici za změnu vedení Akademie výtvarných umění, Národní galerie v Praze a komise pro udělování Ceny Jindřicha Chalupeckého. 
Petici podepsalo devadesát umělců a více než 2300 dalších lidí. Například: Stanislav Kolíbal, Jiří Sopko, Martin Rajniš, Liběna Rochová, Theodor Pištěk, David Černý, Jan Svěrák, Anna Geislerová, Josef Pleskot, Jan Hřebejk, Eliška Balzerová, David Vávra, Bára Basiková, Václav Marhoul, Alice Nellis, Jáchym Topol a další.
Petici podepsal i Lukáš Rittstein a jeho otec Michael Rittstein. Právě Michael Rittstein, a další signatáři jako Milan Knížák nebo Stanislav Kolíbal, patřili dříve mezi konzervativní křídlo akademie, které již od přelomu tisíciletí kritizovalo modernější směřování AVU.

## Publikace
- ŠLAPETOVÁ, Barbora; RITTSTEIN, Lukáš. Proč je noc černá. Praha: KANT, 2004. ISBN 80-86217-79-5.
- ŠLAPETOVÁ, Barbora; RITTSTEIN, Lukáš. Nepřistupuj blíž. Praha: Knižní klub, 2009. ISBN 978-80-242-2414-5.
- RITTSTEIN, Lukáš; Natural. Praha: KANT, 2022. ISBN 9788074373794

## Vybraná díla

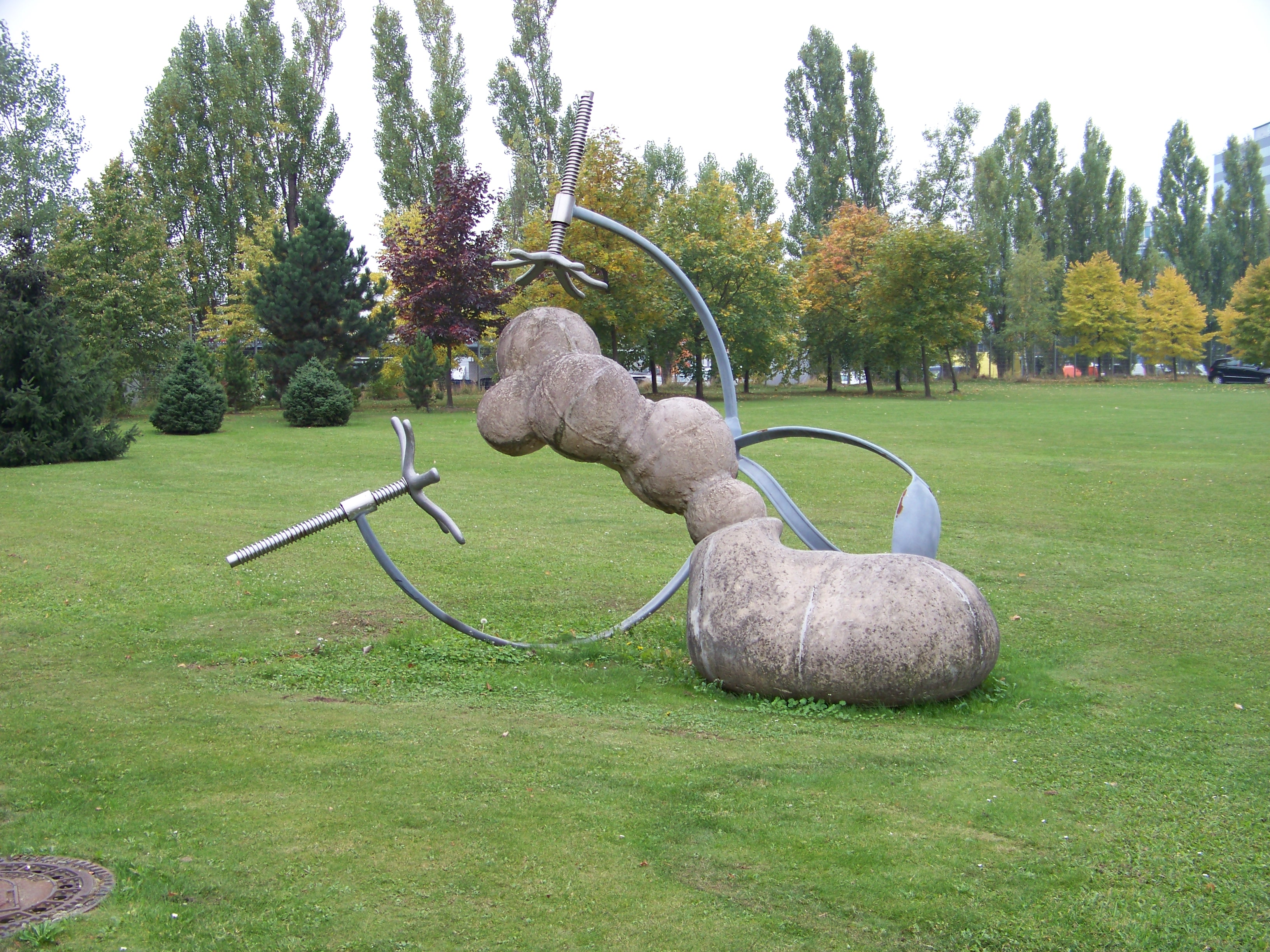
Nepolapitelná (2000)
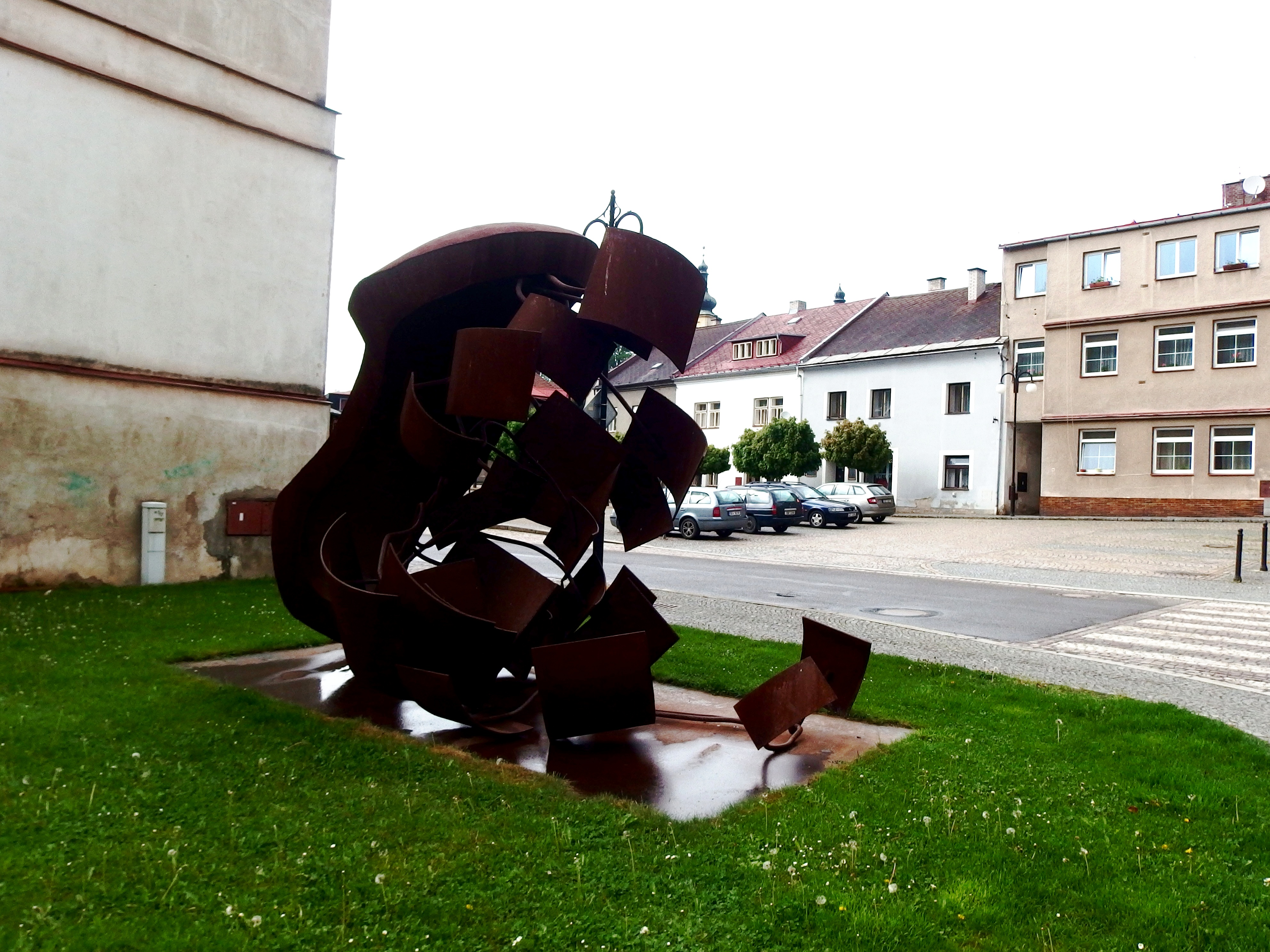
Den co den (2003)
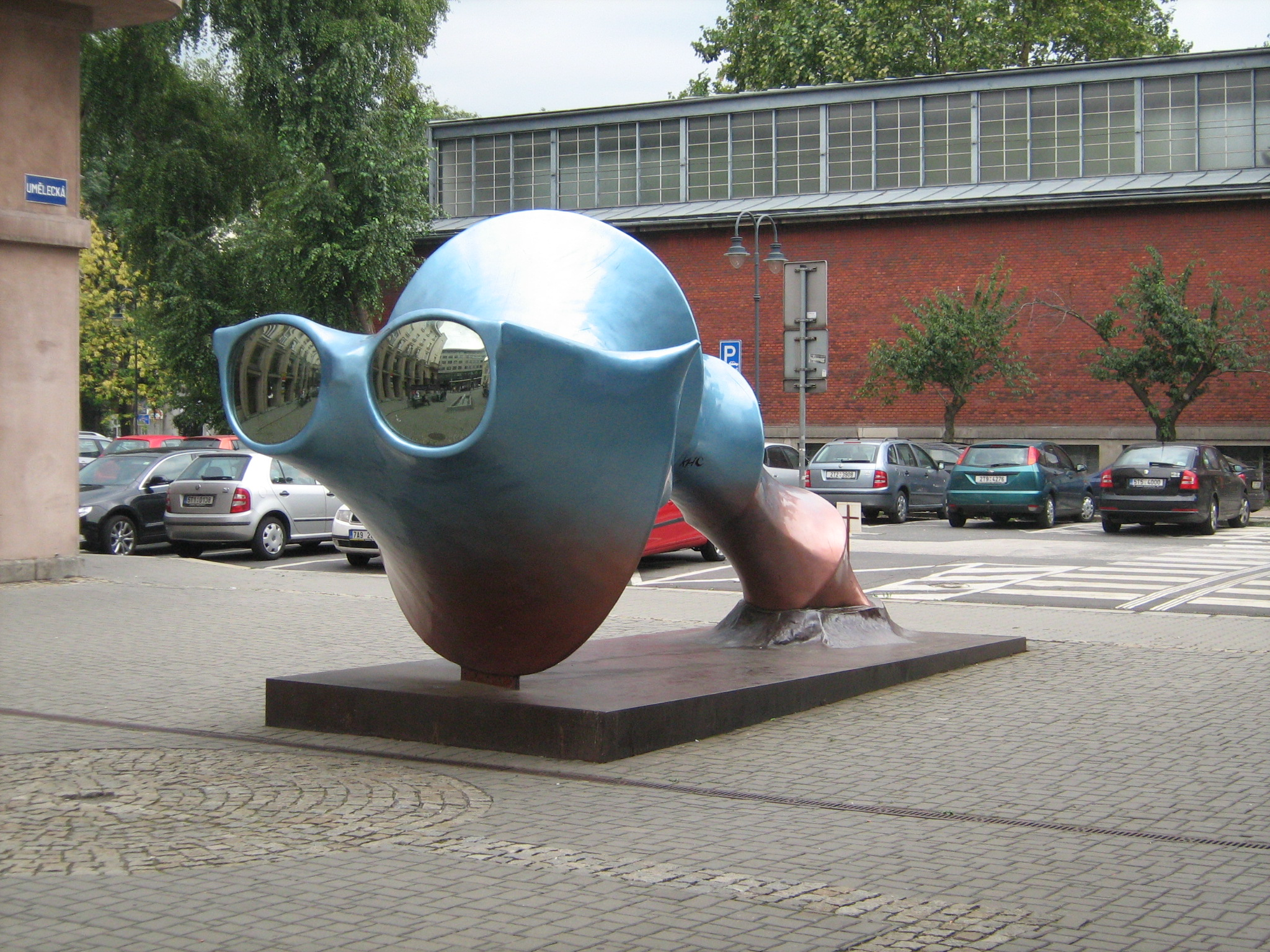
Úsvit (2005)
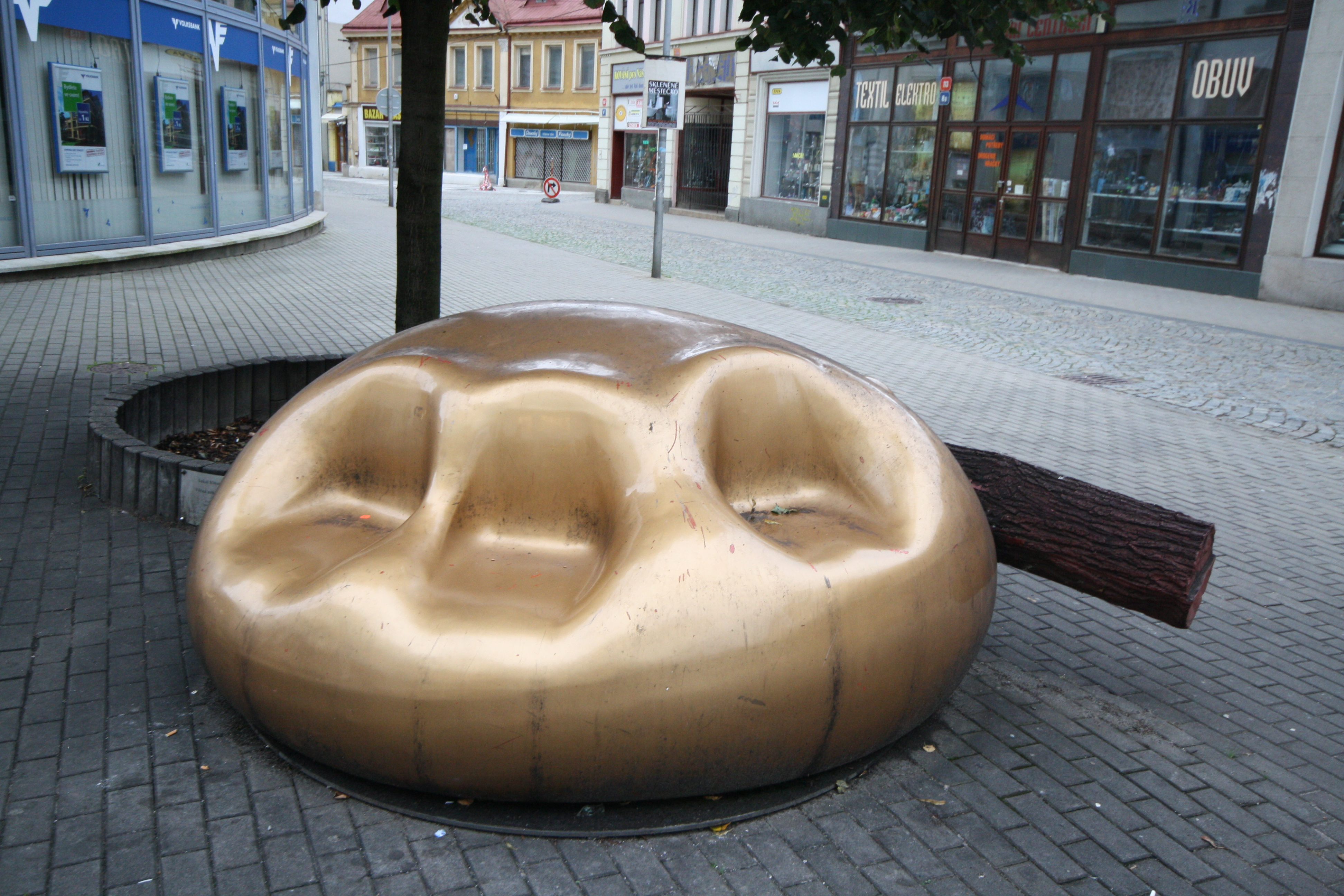
Zlatá něha (2007)
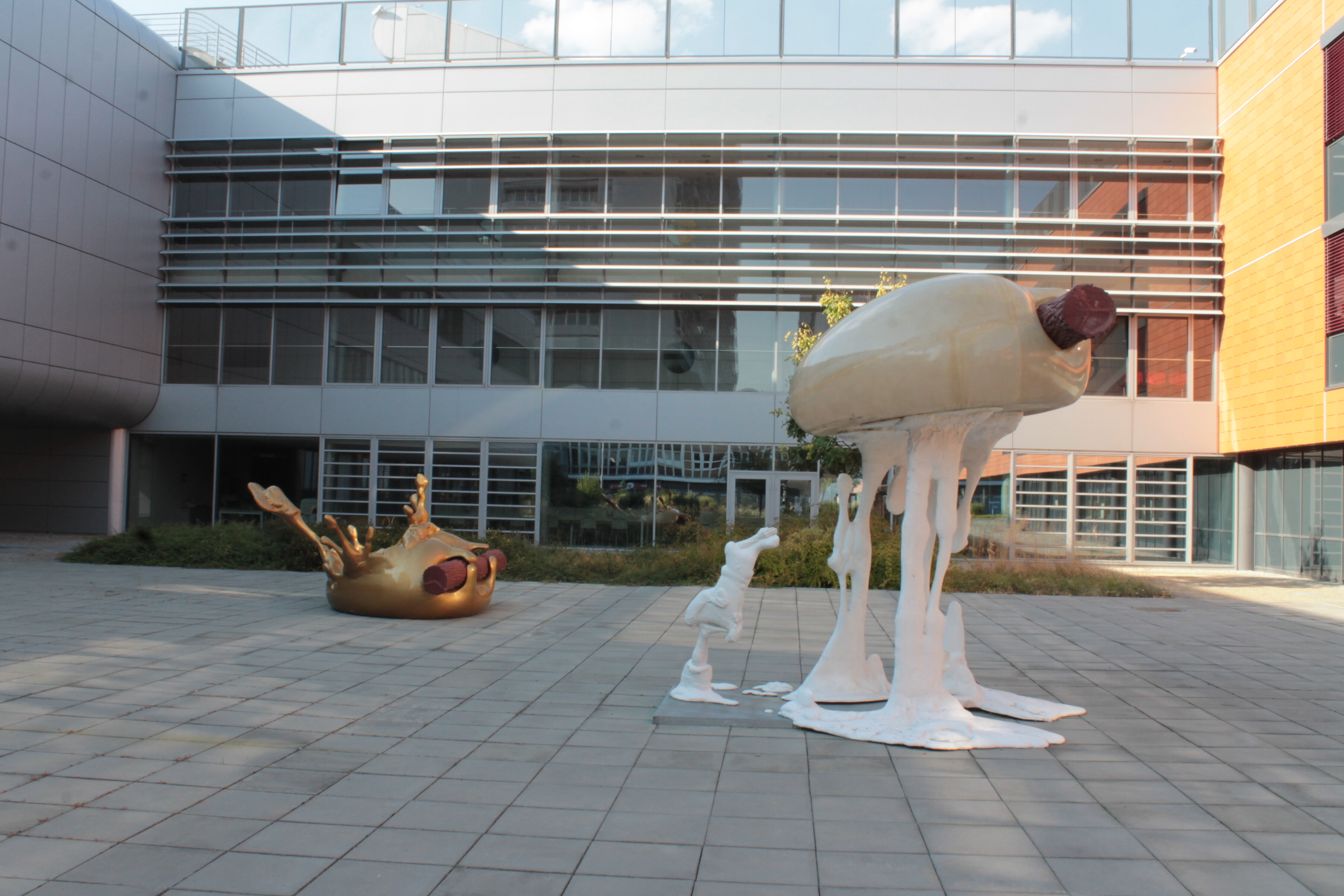
Osvícení (2007–2008) a Silná barva (2008)
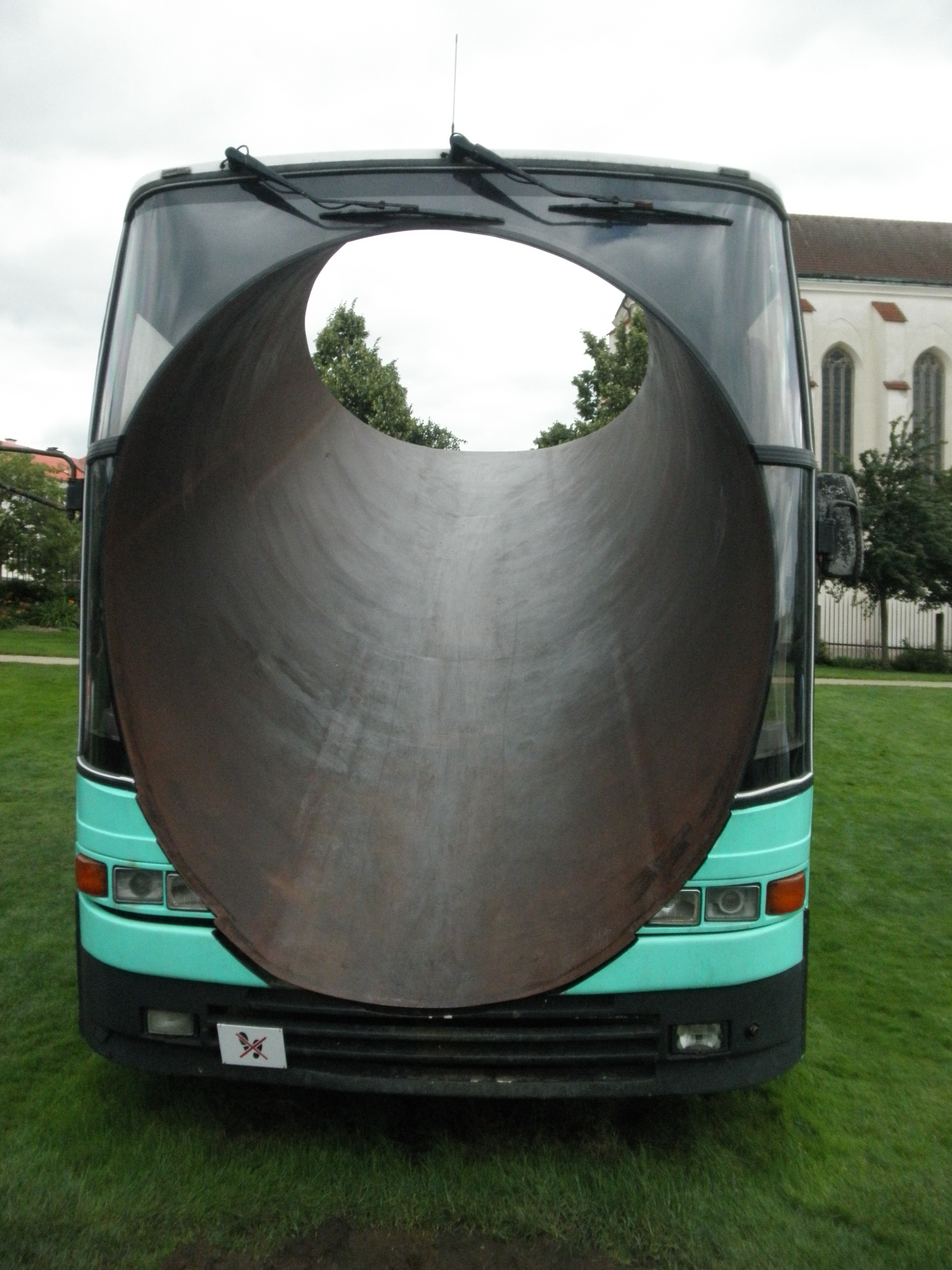
Tour (2010)

## Výstavy
Samostatné výstavy:
- 2011: Tour. Staatliche kunstsammlungen Dresden, Bruhlsche Terrase Albertinum
- 2010: Klíčovou dírkou a naopak. S Barborou Šlapetovou a s Michaelem Rittsteinem; Galerie města Plzně; Přemístění. S Barborou Šlapetovou, Galerie Dole, Ostrava
- 2009: Manop - poslední první. S Barborou Šlapetovou. DOX - Centrum současného umění, Praha; Přemístění. S Barborou Šlapetovou. Galerie moderního umění v Roudnici nad Labem; Nepřistupuj blíž. S Barborou Šlapetovou. Galerie města Blanska
- 2008: Virtuální bolest. Moravská galerie – prostor pro jedno dílo, Brno
- 2007: Proč je noc černá. S Barborou Šlapetovou. České centrum, Mnichov; Šílené holky v lese. S Martou Morice. Galerie Ars, Brno
- 2006: Les. Galerie Klatovy/ Klenová; Mléko a hlína. S Barborou Šlapetovou. Slovácké Muzeum, Uherské Hradiště
- 2003: Vaříme na Marsu dobrotu pro dva. S Michaelem Rittsteinem. Gallery No. 4, Cheb - kostel Sv. Bartoloměje; Den co den. České centrum, New York
- 2002: Sochy a fotografie. S Barborou Šlapetovou. Muzeum v Bruntále – zámek; Lukáš Rittstein. Výstavní síň Sokolská 26, Ostrava; Bytosti. Galerie Astra, Kuřim – zámek
- 2001: Momentky. Výstavní síň Mánes, Praha
- 2000: Modrý prosinec. S Barborou Šlapetovou. Galerie Václava Špály, Praha
- 1999; Od kuchyně k Saturnu. Státní galerie ve Zlíně; Od kuchyně k Saturnu. Sbírka moderního a současného umění Národní galerie v Praze – Veletržní palác; Od kuchyně k Saturnu. Dům umění v Českých Budějovicích
- 1998: Krabice, police, ale i rám. Galerie Pecka, Praha

### Díla o něm
- Půtová, B.: Setkání umění a antropologie v díle Barbory Šlapetové a Lukáše Rittsteina / The Meeting of Art and Anthropology in Barbora Šlapetová’s and Lukáš Rittstein’s Works. In Šlapetová, B. ed.: Super. Barbora Šlapetová. Jak se dotknout nebe / How to Reach the Sky. Praha, Centrum současného umění DOX Praha, Akademie výtvarných umění v Praze, knihovna Václava Havla a nakladatelství KANT, 2022, 338–343.